# Husarenregiment Königin Wilhelmina der Niederlande

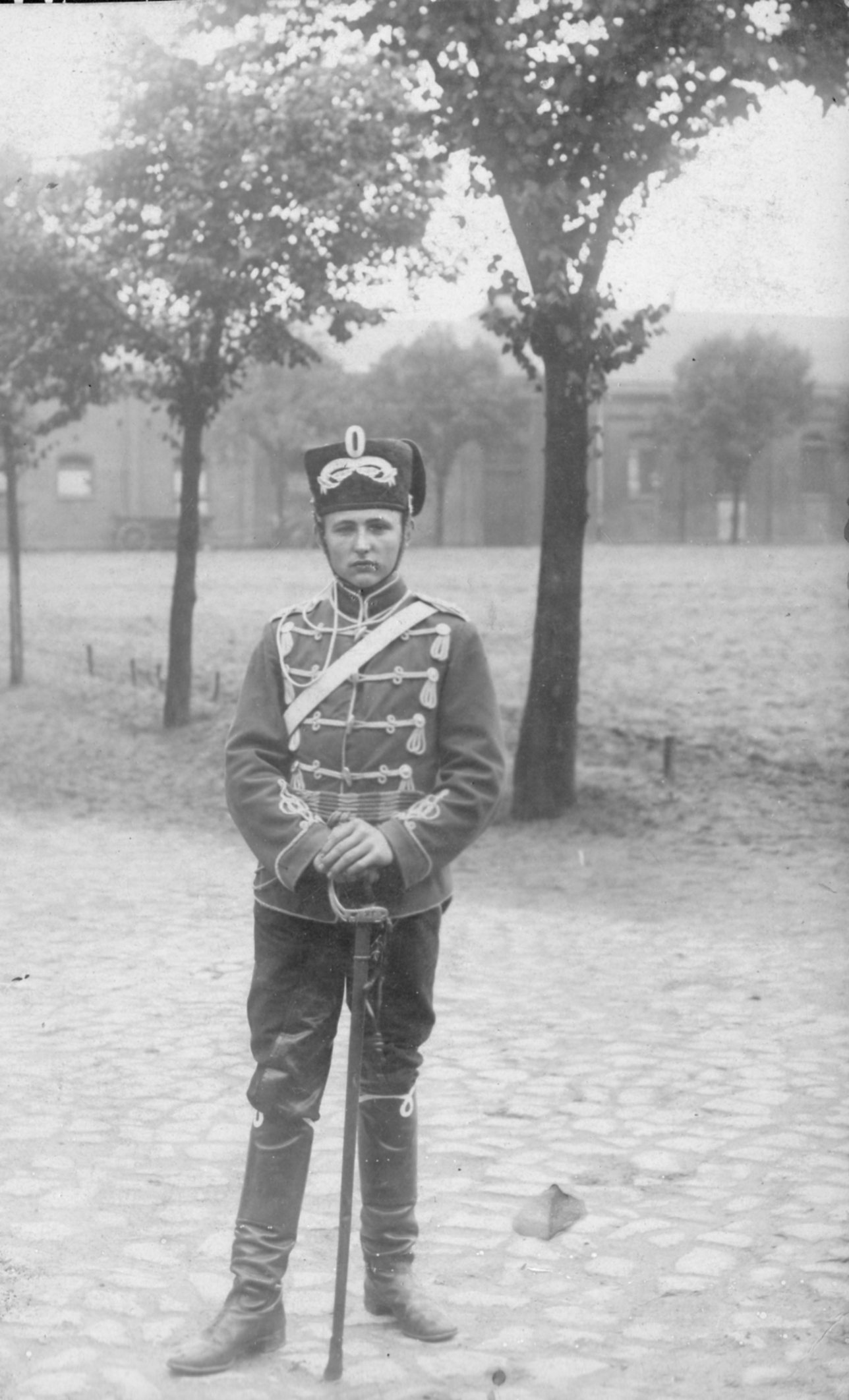
Een huzaar uit het Husarenregiment Königin Wilhelmina der Niederlande

Het Husarenregiment Königin Wilhelmina der Niederlande was een Duits cavalerie-regiment waarvan koningin Wilhelmina der Nederlanden kort na haar troonsbestijging door keizer  Wilhelm II tot chef benoemd werd.

## Ontstaan
Willem III van Oranje, getrouwd met Mary Stuart, was koning van Engeland, Ierland en Schotland, stadhouder van Holland, Zeeland, Utrecht, Gelre en Overijssel in de Republiek der Nederlanden en titulair koning van Frankrijk. Toen Willem na een val van zijn paard in maart 1702 kinderloos overleed, bepaalde de wet dat zijn schoonzuster Ann Stuart koningin zou worden. In Nederland werd het Tweede Stadhouderloze Tijdperk  uitgeroepen.
'Queen Ann' overleed in 1714 en werd opgevolgd door George I, sinds 1708 keurvorst van Hannover. De personele unie tussen Engeland en Hannover bleef bestaan tot 1837, toen koningin Victoria de troon besteeg en Ernst August koning werd van Hannover, waar geen vrouw op de troon mocht zitten.
In 1803 werd Hannover bezet door Franse troepen. Een groot deel van het leger week uit naar Engeland, waar 'The King's German Legion' werd opgericht. Na de bevrijding van Hannover keerde dit legioen in 1813 terug. Het 1ste regiment hiervan werd het 1stes Garde-Husaren Regiment, het 2de regiment werd het 2tes Osnabrückisches Husaren-Regiment.
In 1866 werden deze twee regimenten verenigd tot het 'Hannoversches Husaren-Regimenr Nr 15', nadat Hannover partij koos voor Oostenrijk en tegen Pruisen. Tot 1898 behoorde het regiment aan de broer van prins Hendrik. Toen koningin Wilhelmina tot chef van dit regiment werd benoemd, werd het regiment naar haar vernoemd, zoals al sinds voor de Franse tijd gebruikelijk was. Zo voerde het Westfälisches Infanterieregiment de naam van prins Frederik, zoon van koning Willem I. Tot 1919 hadden de militairen een gotische letter W op hun epaulet.

## Eerste Wereldoorlog
Het was in die tijd niet ongebruikelijk dat militairen in regimenten van andere landen dienden. Het was ook de gewoonte dat er altijd een Nederlands officier in het Wilhelmina-regiment diende. Net voor de Eerste Wereldoorlog was dit Jonkheer Marie Johan Teixeira de Mattos (1896). In 1913 ging Marie Teixeira naar Potsdam vanwaar hij zich na een korte opleiding naar het 15de regiment begaf. Alle officieren in die tijd waren van adel en hij vond het een grote eer daar te mogen dienen.
Half november 1914 werd het Wilhelmina-regiment uit België teruggetrokken om naar het oostfront te gaan. Teixeira had verzocht naar het oostfront te mogen, zodat hij niet tegen landgenoten hoefde te vechten en werd hun pelotonscommandant. In de Slag bij Tannenberg kreeg hij zijn vuurdoop. Ritmeester Von Loessl leerde hem: "Een koninklijke Pruisische officier bukt niet!"  toen Teixeira een granaat hoorde fluiten en weg wilde duiken. Hij bleef vier jaar aan het oostfront. De helft van het officierskorps sneuvelde, Teixeira verloor zijn paard.

## Na de oorlog
Na de oorlog werden de vooroorlogse tradities van de Duitse legeronderdelen meestal niet in ere hersteld. Het 15de regiment van de Wilhelminahuzaren ging op in het Ausbildungsschwadron, later het 1ste eskadron van het 14tes Reiter-Regiment.